# أوتو أتيلا جيلبرت
أوتو أتيلا جيلبرت Otto Attila Gilbert جاسوس أمريكي من أصل مجري. أدين بالتجسس في عام 1982 بعد أن دفع 4000 دولار مقابل وثائق سرية قدمها ضابط متخفي بالجيش، وحكم عليه بالسجن لمدة خمسة عشر عامًا.  
هاجر جيلبرت إلى الولايات المتحدة من المجر عام 1957، وحصل على الجنسية في عام 1964.  وقالت السلطات إن جيلبرت كان يعمل لصالح جهاز المخابرات العسكرية المجرية طوال الوقت.  وقبل وقت قصير من اعتقاله، كان جيلبرت يعيش مع والدته في فورست هيلز في ولاية نيويورك، لكن الاثنين انتقلا إلى المجر. 